# Маттіас Меллінґгаус
Маттіас Меллінґгаус (нім. Matthias Mellinghaus, 10 травня 1965) — німецький академічний веслувальник.
Олімпійський чемпіон 1988 року в складі вісімки.